# Kosovelje
Kosovelje je naselje v Občini Sežana.

## Geografija
Manjše naselje z okoli 40 prebivalci leži na planoti severno od Pliskovice. Do naselja pelje stranska cesta, ki se odcepi od ceste Dutovlje-Komen. Obdelanega sveta je malo. V okolici naselja je največ nerodovitne kraške gmajne in gozdov črnega bora. Skozi naselje je speljana Pliskina učna pot.

## Zgodovina vasi
Med 1. svetovno vojno so v letih 1915-1917 na soški fronti potekali siloviti boji tudi na zahodnem delu kraške planote, na osrednjem delu Krasa pa je bilo zaledje fronte, kjer je avstro-ogrska armada imela številne zaledne objekte, med njimi tudi bolnišnice. Ena od poljskih bolnišnic je stala tudi na velikem travniku ob križišču ceste Dutovlje-Komen- Kosovelje. Od bolnišnice je ostala le ruševina vojaške kapelice, katera je stala med lesenimi barakami. Ohranjen je kamniti, zadnji del kapelice, na katerem je slonela lesena konstrukcija s streho in zvončnico. Napis na zadnji strani ruševine »Feldspital 808« razkriva, da je bolnišnica nosila oznako 808. Kapelico so domačini po vojni še nekaj časa uporabljali za zaščito pred dežjem in hrambo orodja, dokončno pa je propadla v 2. svetovni vojni.